# Potenziale di Morse

Il potenziale di Morse (in blu) e il potenziale dell'oscillatore armonico (in verde). Diversamente dai livelli energetici del potenziale dell'oscillatore armonico, che sono uniformemente distanziati di ħω, la distanza tra i livelli del potenziale di Morse diminuisce quando l'energia tende al valore dell'energia di dissociazione. L'energia di dissociazione D_{e} è maggiore rispetto alla vera energia richiesta per la dissociazione D_{0} dovuta all'energia al punto zero del più basso livello vibrazionale (v = 0).

Il potenziale di Morse, dal nome del fisico statunitense Philip M. Morse, è un conveniente modello per l'energia potenziale di una molecola biatomica. È una migliore approssimazione per descrivere la struttura vibrazionale delle molecole rispetto all'oscillatore armonico quantistico in quanto include esplicitamente gli effetti della rottura del legame chimico, come l'esistenza di stati non legati. Rende conto anche dell'anarmonicità dei legami reali e la probabilità di transizione non nulla delle bande di overtone e di combinazione.

## Espressione dell'energia potenziale
L'energia potenziale di Morse ha la forma:
{\displaystyle V(r)=D_{e}[1-e^{-a(r-r_{e})}]^{2}},
dove {\displaystyle r} è la distanza fra gli atomi, {\displaystyle r_{e}} è la distanza all'equilibrio, {\displaystyle D_{e}} profondità del potenziale (definita rispetto agli atomi non legati), ed {\displaystyle a} controlla la larghezza del potenziale. L'energia di dissociazione del legame può essere calcolata sottraendo l'energia al punto zero dalla profondità del potenziale. La costante di forza del legame può essere determinata considerando la derivata seconda della funzione dell'energia potenziale, dalla quale si dimostra che il parametro {\displaystyle a} vale
{\displaystyle a={\sqrt {k_{e}/2D_{e}}}},
dove {\displaystyle k_{e}} è la costante di forza al minimo del potenziale.
Naturalmente, lo zero di energia potenziale è arbitrario, e l'equazione per il potenziale di Morse può essere riscritta in qualsiasi modo addizionando o sottraendo un valore costante.

## Energia vibrazionale
Gli stati stazionari sul potenziale di Morse hanno autovalori
{\displaystyle E(v)=h\nu _{0}(v+1/2)-{\frac {\left[h\nu _{0}(v+1/2)\right]^{2}}{4D_{e}}}}
dove {\displaystyle v} è il numero quantico vibrazionale {\displaystyle (v=0,1,2,\ldots )}, e {\displaystyle \nu _{0}} ha le dimensioni della frequenza, ed è matematicamente correlata alla massa della particella {\displaystyle m} e alle costanti di Morse tramite la relazione:
{\displaystyle \nu _{0}={\frac {a}{2\pi }}{\sqrt {2D_{e}/m}}}.
Mentre la distanza energetica tra i livelli vibrazionali nell'oscillatore armonico quantistico è costante a {\displaystyle h\nu _{0}}, nell'oscillatore di Morse l'energia tra livelli adiacenti diminuisce all'aumentare di {\displaystyle v}.
Matematicamente, la distanza tra i livelli di Morse equivale a
{\displaystyle E(v+1)-E(v)=h\nu _{0}-(v+1)(h\nu _{0})^{2}/2D_{e}}.
Questo andamento rende conto dell'anarmonicità riscontrata nelle molecole reali. Tuttavia, questa equazione fallisce al di sopra di alcuni valori di {\displaystyle v} dove la differenza {\displaystyle E(v+1)-E(v)} risulta uguale a zero o negativa. Questo fallimento è dovuto al numero finito di livelli di legame nel potenziale di Morse, e qualche {\displaystyle v} massimo, {\displaystyle v_{m}} rimane legato. Per energie superiori a {\displaystyle v_{m}}, tutti i possibili livelli energetici sono permessi e l'equazione che esprime {\displaystyle E(v)} non è più valida.
Al di sotto di {\displaystyle v_{m}}, {\displaystyle E(v)} è una buona approssimazione per la vera struttura vibrazionale in molecole biatomiche non ruotanti. Infatti, gli spettri molecolari reali generalmente seguono la relazione
{\displaystyle E_{v}/hc=\omega _{e}(v+1/2)-\omega _{e}\chi _{e}(v+1/2)^{2}}
nella quale le costanti {\displaystyle \omega _{e}} e {\displaystyle \omega _{e}\chi _{e}} possono essere direttamente correlate ai parametri per il potenziale di Morse.

## Soluzione dell'equazione di Schrödinger per l'oscillatore di Morse
Similmente all'oscillatore armonico quantistico, le energie e gli autostati del potenziale di Morse possono essere calcolati utilizzando metodi che sfruttano gli operatori. Uno di questi approcci applica il metodo di fattorizzazione all'hamiltoniano.